# Xavier Cugat
Francesc d'Asís Xavier Cugat Mingall de Bru i Deulofe (Girona, 1 de janeiro de 1900 — Barcelona, 27 de outubro de 1990) foi um maestro espanhol-cubano, um dos pioneiros na popularização da música latina nos Estados Unidos.

## Biografia

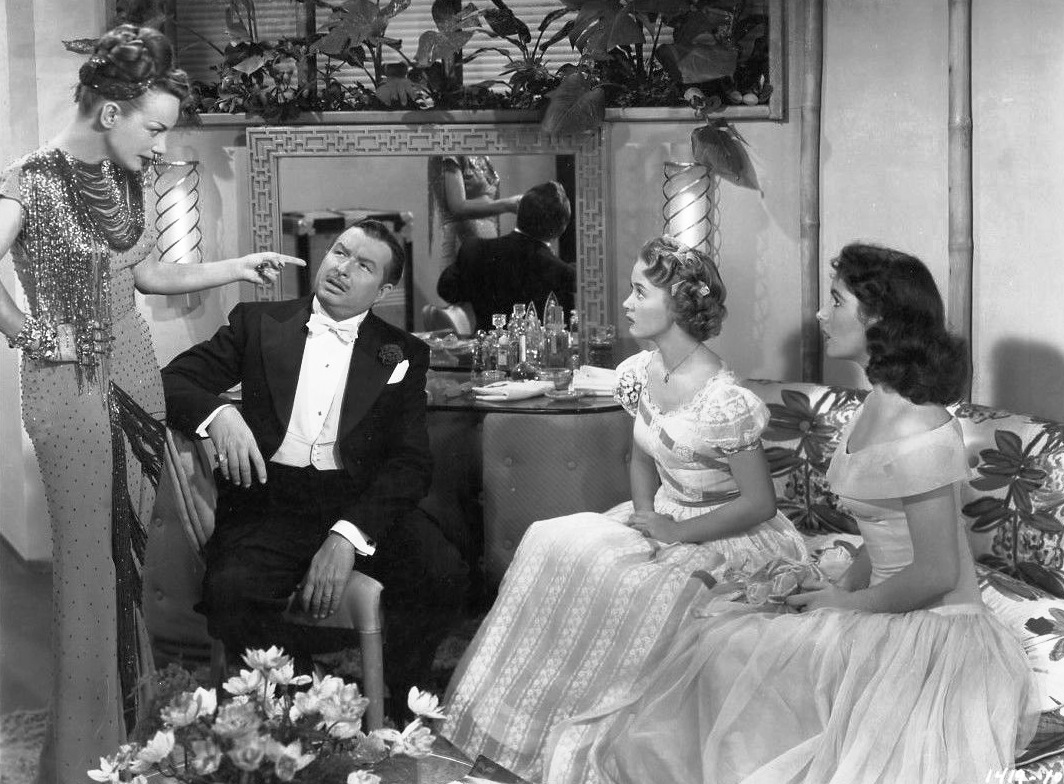
Cugat com Carmen Miranda, Jane Powell e Elizabeth Taylor em O Príncipe Encantado (1948).

Cugat nasceu na Catalunha e quando tinha três anos, sua família se mudou para Havana, Cuba. Sempre propenso à música, foi morar em Los Angeles, Estados Unidos, onde ele trabalhou como cartunista no jornal Los Angeles Times durante o dia e como maestro de noite. Depois de alguns anos se apresentando em pequenos clubes na área de Los Angeles, Cugat finalmente teve sua oportunidade quando ele e sua orquestra um emprego na prestigiosa boate Coconut Grove em 1928.
Seu estilo musical popularizou-se e Cugat contribuiu para trazer a música latina para a atenção do público norte-americano. Nos anos 30 e 40, ele foi apelidado de O Rei da Rumba devido à popularização dessa dança. Em suas aparições em filmes, Cugat interpretava a si próprio, mesmo se o personagem tivesse outro nome que não o dele, e, junto de sua orquestra, apareceu em vários musicais memoráveis da MGM nos anos 40. Foi casado com a cantora espanhola Charo.
Após sofrer um derrame em 1971, Xavier aposentou-se, retornando à Catalunha. Ele morreu em Barcelona, aos 90 anos, vítima de insuficiência cardíaca e foi enterrado em sua cidade natal, Girona.